# Notoglyptus scutellaris
Notoglyptus scutellaris är en stekelart som först beskrevs av Alan Parkhurst Dodd och Girault 1915.  Notoglyptus scutellaris ingår i släktet Notoglyptus och familjen puppglanssteklar. Arten är reproducerande i Sverige. Inga underarter finns listade i Catalogue of Life.